# جميع الحقوق محفوظة
جميع الحقوق محفوظة (بالإنجليزية: All rights reserved) عبارة أدخلتها قوانين حقوق النشر لتكون جزءًا من إخطارات حقوق النشر. تعني مالك حقوق النشر يحتفظ بالحقوق التي تمنحها قوانين حقوق النشر كحق النشر والتوزيع وإنشاء نسخ مُشتقة؛ أي أنه لا يتخلى عن أي من هذه الحقوق. لم تعد قوانين حقوق نشر معظم البلدان تتطلب هذه العبارة، لكنها لا تزال مستخدمة.